# Henry Seniloli

a Compétitions nationales et continentales officielles uniquement.

b Matchs officiels uniquement.
Dernière mise à jour le 5 octobre 2021.
Henry Seniloli, né le 15 juin 1989 à Tavua, est un joueur fidjien de rugby à XV qui évolue au poste de demi de mêlée. Il joue avec l'équipe des Fidji depuis 2013.

## Biographie
Henry Seniloli obtient sa première cape internationale à l'occasion d’un test-match contre l'équipe de Roumanie. Il joue avec les Benetton Rugby Trévise en Coupe d'Europe et en Pro12 lors de la saison 2014-2015. Petit joueur, très rapide et dynamique, il est également passé par le Rugby à sept

## Statistiques en équipe nationale
- 29 sélections.
- 50 points : dix essais.
- Sélections par année : 2 en 2013, 3 en 2014, 5 en 2015, 3 en 2016, 6 en 2017, 5 en 2018, 5 en 2019.